# Rivière Petit Saguenay
Pour les articles homonymes, voir Saguenay.
La rivière Petit Saguenay est un cours d'eau coulant au Québec, au Canada dans les régions de la Capitale-Nationale et le Saguenay–Lac-Saint-Jean. Le est un affluent de la rivière Saguenay.
La rivière est une rivière à saumons. Le cours d'eau est administré par la zec de la Rivière-Petit-Saguenay qui supervise 24 fosses à saumons et une zone non contingentée.

## Hydrologie
Longue de 84,8 km, la rivière Petit Saguenay draine un bassin versant de 789,94 km2 dont 441 km2 pour le bassin en amont de la station de mesure hydrique "Petit Saguenay" situé à 1 km en aval de la confluence avec la décharge du lac à David. À cette station de mesure, le débit moyen de la rivière atteint 16 m3/s.
La rivière Petit Saguenay est une rivière d’eaux vives, au lit de galets, de gravier et de sable.

## Géographie
Les principaux bassins versants voisins de la rivière Petit Saguenay sont :
- Côté Nord : rivière Saguenay ;
- Côté Est : rivière de la Baie des Rochers, rivière Saint-Athanase, rivière Saint-Étienne ;
- Côté Sud : rivière Noire, rivière Deschênes ;
- Côté Ouest : rivière du Portage, rivière Saint-Jean[1].

La rivière Petit Saguenay prend sa source au Troisième lac des Marais (longueur : 1,9 km ; altitude : 608 m) et de divers plans d'eau de la zec du Lac-au-Sable ; puis s’écoule vers l’est jusqu’à Sagard. À partir de sa source (Troisième lac des Marais), le cours de la rivière Petit Saguenay descend sur 84,8 km selon les segments suivants :
Cours supérieur de la rivière Petit Saguenay (segment de 20,0 km)
- 5,3 km vers le nord en recueillant la décharge du lac Pierrot (venant du sud-ouest), jusqu'à la décharge (venant de l'ouest) du Petit lac au Sable ;
- 3,9 km vers le nord-ouest en formant un crochet vers l'est, jusqu'à la rive est du lac au Sable ;
- 2,7 km vers le nord en traversant le lac au Sable (altitude : 449 m) sur sa pleine longueur jusqu'à son embouchure. Note : ce lac reçoit par la rive ouest le ruisseau Bazile et le ruisseau au Sable ;
- 4,3 km vers le nord en traversant le lac au Bouleau (altitude : 449 m) sur sa pleine longueur jusqu'à son embouchure ;
- 2,0 km vers le nord, vers l'ouest jusqu'à la rive est, puis vers le nord en traversant le lac Emmuraillé (longueur : 1,8 km ; altitude : 436 m) sur 0,6 km jusqu'à son embouchure[1] ;

Cours supérieur de la rivière Petit Saguenay, en aval du lac Emmuraillé (segment de 18,7 km)
- 2,6 km vers le nord, en formant une grande boucle vers l'est, puis vers le nord-est notamment en traversant le Lac Petit Saguenay (longueur : 0,9 km ; altitude : 382 m) sur sa pleine longueur jusqu'à son embouchure ;
- 1,8 km vers le nord-ouest en recueillant la décharge (venant du nord) d'un lac non identifié, jusqu'à la décharge (venant du sud-est) du Lac du Chicot, du lac Onésime et du lac McLagan ;
- 3,8 km vers le nord dans une vallée parfois encaissée, jusqu'à la décharge (venant de l'ouest) du Lac à Ti-Jos ;
- 2,3 km vers l'est, puis le nord, jusqu'à un coude de rivière ;
- 8,2 km vers l'est en formant une longue courbe vers le sud, en recueillant la décharge du lac Pichetoune et la décharge du lac Castor, jusqu'à la confluence de la rivière Deschênes (venant du sud)[1] ;

Cours intermédiaire de la rivière Petit Saguenay (segment de 19,4 km)
- 2,3 km vers le nord en passant au village de Sagard, jusqu'à la décharge (venant de l'ouest) d'un lac non identifié ;
- 9,3 km vers le nord en longeant du côté ouest la route 170 et en serpentant au travers de quelques zone de marais, jusqu'à la décharge (venant de l'Ouest) du Lac aux Pins Rouges ;
- 2,2 km vers l'est en formant un grand S en zone de marais, jusqu'à la décharge (venant de l'est) du Lac à David ;
- 5,6 km vers le nord, en traversant quatre séries de rapides, jusqu'à un coude de rivière correspondant à la décharge (venant du sud-est) du Lac de l'Œuf[1] ;

Cours inférieur de la rivière Petit Saguenay (segment de 26,7 km)
- 7,2 km vers le sud-ouest, d'abord vers le nord-ouest pour former une grande boucle difforme, puis vers le sud en rencontrant une zone de marais, jusqu'à un coude de rivière ;
- 3,8 km vers le nord-ouest en recueillant le ruisseau à l'Eau Froide et en formant de grands serpentins en zone de marais, jusqu'au ruisseau Dallaire (venant du sud-ouest) ;
- 3,2 km vers le nord traversant à priori une zone de marais, jusqu'à la décharge du lac Tom (venant de l'est) ;
- 3,3 km vers le nord-ouest en se distançant jusqu'à 1 km vers l'ouest de la route 170, jusqu'à la confluence de la rivière du Portage (venant du sud-ouest) ;
- 1,0 km vers le nord dans une vallée encaissée, jusqu'à un coude de rivière correspondant à un ruisseau (venant de l'est) ;
- 5,4 km vers le nord-ouest en formant un crochet vers le sud-est et en longeant du côté sud-ouest la route 170, jusqu'au centre du village de Petit-Saguenay ;
- 2,8 km vers le nord-ouest relativement en ligne droite jusqu'à son embouchure[1].

Note : Entre Sagard et Petit-Saguenay, la rivière Petit Saguenay est bordée par la route 170.
L'embouchure de la rivière Petit Saguenay se déverse au fond d'une baie étroite de la rive sud de la rivière Saguenay, partiellement fermée par une jetée. Cette baie offre une protection à la navigation de plaisance en cas de tempête de vent. Cette confluence est située à :
- 7,9 km au nord-est du centre du village de L'Anse-Saint-Jean ;
- 2,7 km au nord-ouest du centre du village de Petit-Saguenay ;
- 30,1 km à l'Ouest de Tadoussac[1].

La partie inférieure de ce cours d'eau est desservie par la rue du Quai (rive Ouest) à partir de l'embouchure, rue Tremblay et rue Eugène-Morin. La route 170 passe sur la rive Est entre le village de Petit-Saguenay et la confluence de la rivière Deschenes. La partie intermédiaire est desservie par le chemin du Lac Victor et le chemin Ovila-Lavoie. La partie supérieure est desservie par diverses routes forestières secondaires.
La foresterie constitue la première activité économique du secteur ; les activités récréotouristiques, en second.
La surface de la rivière Petit Saguenay est habituellement gelée du début de décembre à la fin mars, toutefois la circulation sécuritaire sur la glace se fait généralement de la mi-décembre à la mi-mars.

## Histoire
Le nom de la rivière fut mentionné par James McKenzie à l'assemblée législative du Bas-Canada en 1824. L’occupation de la région remonte à la fin des années 1830. En 1842, une scierie fut construite près de l’embouchure de la rivière Petit Saguenay. William Price (1789-1867) l’acheta en 1844 et y établit une ferme modèle qui devint aussi le quartier général de ses activités dans la région. Il s’ensuivit une raréfaction des saumons de la rivière, liée à la présence des scieries et à la surpêche.
L’incendie de la scierie de M. Price, en 1870, entraîna le déplacement des habitations en amont, sur le site actuel du village de Petit-Saguenay.

## Pêche
Les droits de pêche au saumon dans la rivière Petit Saguenay ont d’abord été détenu par William Price. À la fin du XIXe siècle, ils sont passés entre les mains de plusieurs riches anglophones, avant d’être accordés à des clubs et Associations. En 1950, un groupe d’Américains acquit des terrains bordant la rivière, en amont du village, et construisit des chalets de pêche. Cet ensemble (terrain et construction), connu sous le nom de «Club des messieurs», est aujourd’hui géré sous le nom de "Site de la rivière Petit-Saguenay".
Depuis 1999 le territoire est établi en zone d’exploitation contrôlée (zec) et l'association de la rivière Petit-Saguenay gère la pêche sportive au saumon atlantique depuis 1966. cet organisme est reconnu pour son rôle dans le développement durable de la ressource saumon en étant le fondateur de la Charte protectrice du saumon atlantique.
Treize des 77 kilomètres sont ouverts à la pêche au saumon, dont un sur la rivière du Portage, affluent du Petit-Saguenay. Pour la pêche au saumon, la rivière compte 24 fosses réparties dans 1 secteur à accès non contingenté et 2 secteurs à accès contingenté.

## Toponymie
Le toponyme "rivière Petit Saguenay" est initialement mentionné en 1824 par James McKenzie, à la Chambre d'assemblée du Bas-Canada qui voulait alors en connaître davantage sur ce secteur. McKenzie fait alors référence à la « Petite Rivière nommée Petit Saguenay sur laquelle on prend aussi du saumon ». L'arpenteur-géomètre William Tremblay, dans son rapport sur le canton de Saint-Jean, en 1893, mentionne « la rivière Petit Saguenay » pour identifier ce cours d'eau.
En toponymie québécoise, l'on retrouve souvent des doublons en diminutif du cours d'eau principal (ex. : rivière Saguenay versus "rivière Petit Saguenay").
Le toponyme "rivière Petit Saguenay" a été officialisé le 5 décembre 1968 à la Banque des noms de lieux de la Commission de toponymie du Québec.